# Camí Mendoza i Mercè
Camí Mendoza i Mercè (Cambrils, 24 de maig de 1965) és una activista social i política, alcaldessa de Cambrils des del 13 de juny de 2015.
Ha estat impulsora i fundadora de l'assemblea territorial de Cambrils de l'Assemblea Nacional Catalana i del moviment 'Cambrils Decideix'.
És militant activa d'Esquerra Republicana de Catalunya, partit al qual va representar dins de la candidatura L'Esquerra pel Dret a Decidir (EPDD) a les Eleccions Europees del 2014.
 ERC- Avancem va guanyar les eleccions municipals de 2015 a Cambrils sent cap de llista Camí Mendoza. Mitjançant un pacte de govern amb Convergència i Unió i el Partit dels Socialistes de Catalunya va ser nomenada alcaldessa de Cambrils per la legislatura 2015-2019. En l'actualitat, ocupa el càrrec de vicepresidenta de la Federació Regional d'ERC al Camp de Tarragona.
Molt vinculada al teixit associatiu de Cambrils i a l'esport, ha estat presidenta del Club Patí Cambrils durant 12 anys i presidenta del Comitè Tècnic de Patinatge Artístic de la Federació Catalana de Patinatge.